# Malu (Rumunia)
Malu – wieś w Rumunii, w okręgu Jałomica, w gminie Sfântu Gheorghe. W 2011 roku liczyła 421 mieszkańców.